# دیویس (اکلاهما)
دیویس(به انگلیسی: Davis) شهری در ایالت اکلاهما کشور ایالات متحده آمریکا است که جمعیت آن در سرشماری سال ۲۰۱۰ میلادی، ۲٬۶۸۳ نفر بوده‌است.